# باخ گیزلشافت

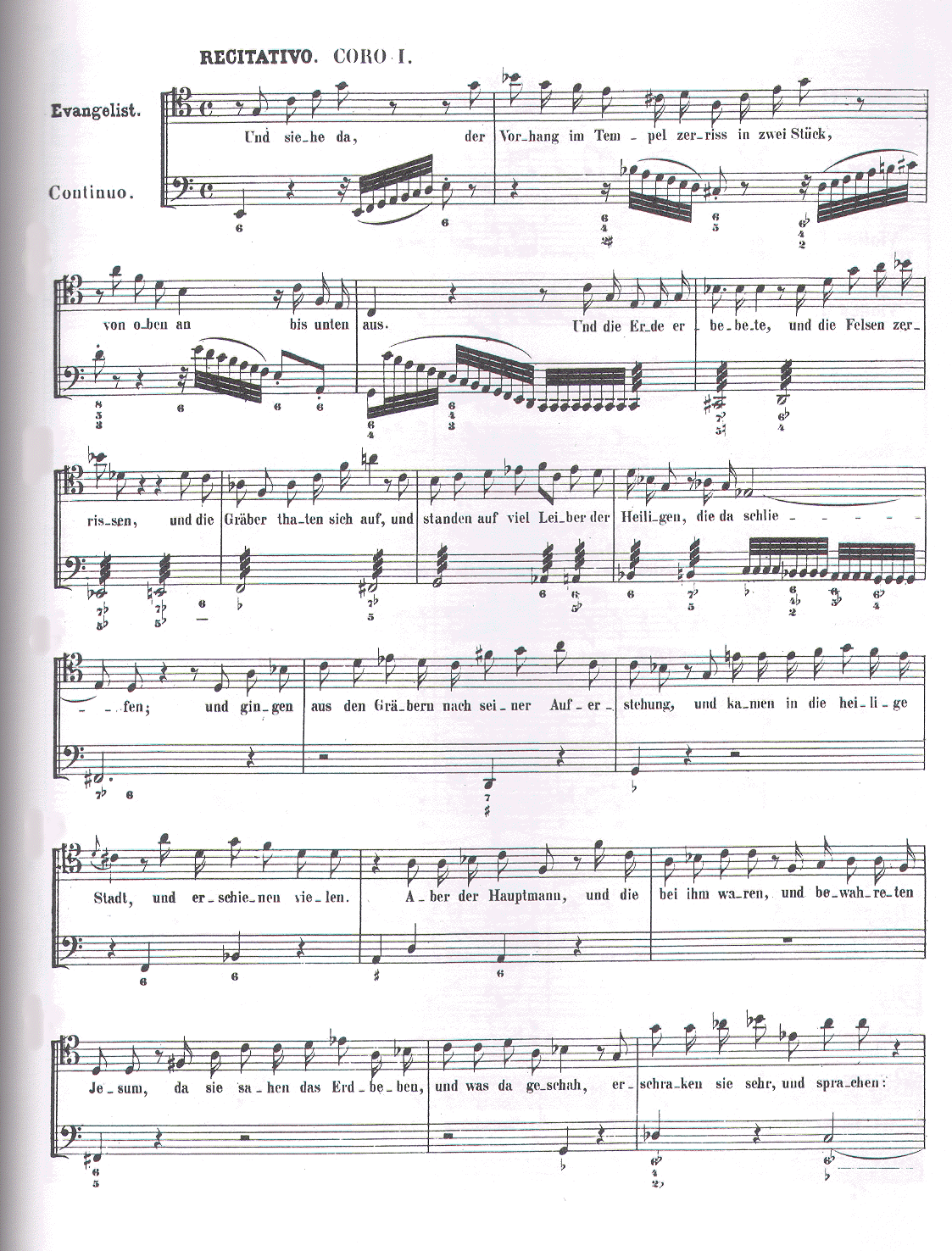
صفحه‌ای از نت‌های انجیل به روایت متی اثر یوهان سباستیان باخ، بی‌وی‌فاو ۲۴۴، که باخ گیزلشافت آن را در سال ۱۸۵۶ منتشر شد.

باخ گیزلشافت (آلمانی: Bach Gesellschaft؛ ‏ معنای تحت‌اللفظی: انجمن باخ) انجمنی بود که در سال ۱۸۵۰ با هدفِ مشخصِ انتشار آثار کامل یوهان سباستیان باخ بنیان‌گذاری شد. پس از دستیابی به هدف تعریف‌شده و اتمام پروژه، انجمن خود را منحل کرد. این انجمن را نباید با جایگزین آن نویه باخ‌گیزلشافت (انجمن نوین باخ) اشتباه گرفت که در سال ۱۹۰۰ پایه‌گذاری شد.
بنیان‌گذاران باخ گیزلشافت موریتس هاوپتمان (خوانندهٔ کلیسای سنت توماس، لایپزیگ و جانشین باخ در آنجا)، اتو یان (نویسندهٔ زندگی‌نامهٔ ولفگانگ آمادئوس موتسارت)، کارل فردیناند بکر (مدرس کنسرواتوار لایپزیگ) و روبرت شومان (آهنگساز و نوازندهٔ پیانو) بودند.
باخ گیزلشافت نشر آثار باخ را از سال ۱۸۵۱ با شمارهٔ بی‌وی‌فاو ۱ آغاز کرد که یکی از کانتات‌های وی بود. کارش را در سال ۱۹۰۰ با نشر ۴۶ جلد به پایان رساند. با اینحال، گاهی از هنر فوگ که در سال ۱۹۲۶ توسط «ولفگانگ گراسر» منتشر شد، به عنوان جلد ۴۷ یاد می‌شود. یوهانس برامس یکی از مشترکان این پروژه بود و در هیئت تحریریه آن نیز حضور داشت. در هر جلد، فهرستی از نام مشترکان چاپ می‌شد.